# Adam Bała
Adam Bała (ur. 17 stycznia 1973 w Będzinie) – polski piłkarz, pomocnik. W Ekstraklasie, w barwach GKS-u Katowice, rozegrał 185 spotkań i strzelił 13 bramek.
Karierę piłkarską rozpoczynał w Sarmacji Będzin. Następnie reprezentował kolejno barwy takich klubów jak: Szombierki Bytom (II liga), GKS Katowice (I liga), Zagłębie Sosnowiec (II liga), Radomiak Radom (II liga), Podbeskidzie Bielsko-Biała (II liga). Od 2006 do 2012 roku grał w czwartoligowej Sarmacji Będzin, w której rozpoczynał swoją karierę, a następnie w A-klasowym Milenium Wojkowice.